# 回転式書見台

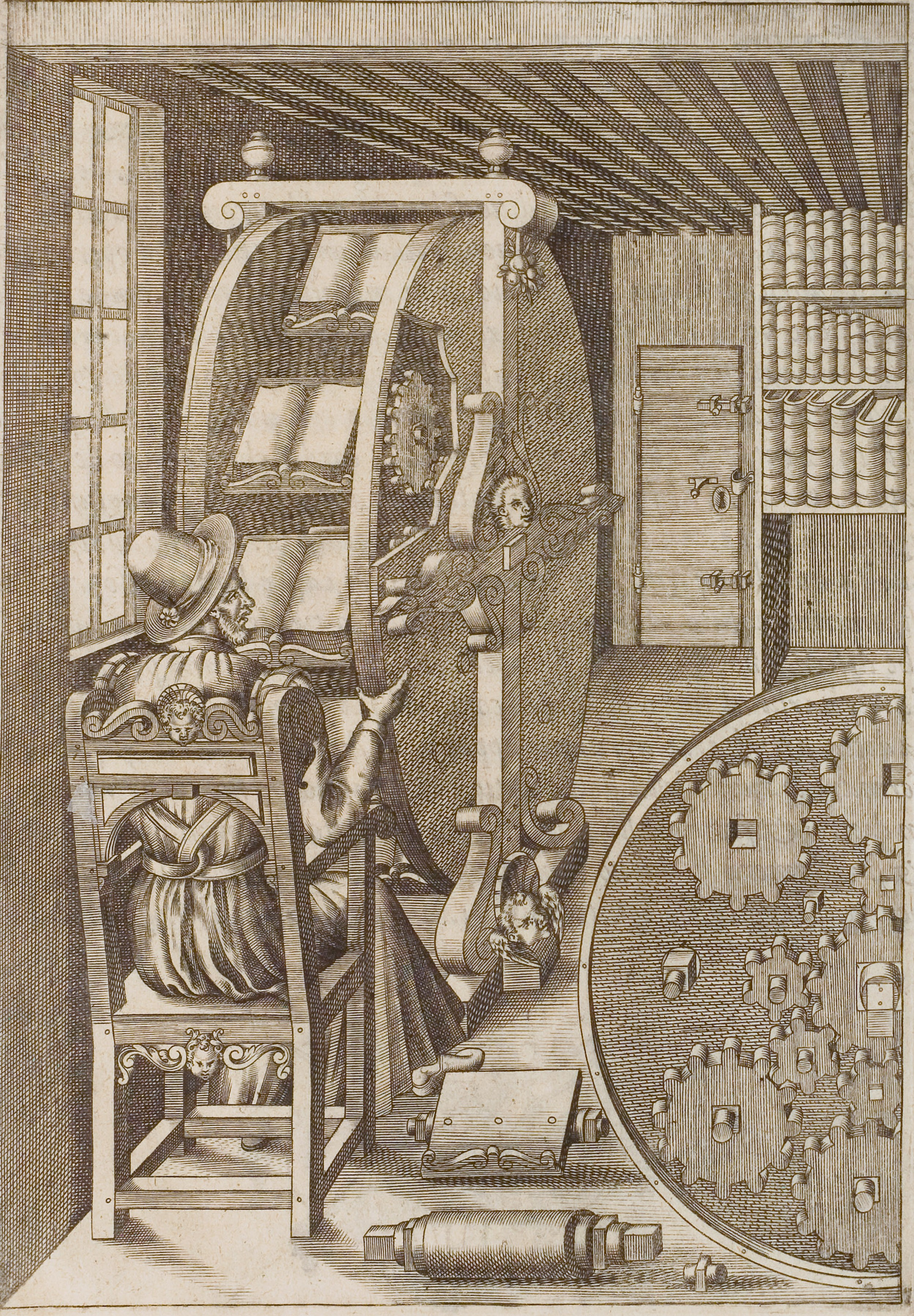
アゴスティーノ・ラメッリ著『種々の精巧な機械』（1588年）より。図の右下で内部の歯車構造を見せている。

回転式書見台（かいてんしきしょけんだい、英：bookwheel, reading wheel）は、16世紀のヨーロッパで作られた、水車に似た構造をもつ読書用の器具である。使用者は歯車に当たる部分に、いくつもの書物を開いた状態で垂直に設置し、器具を回転させることによって、同じ位置に座りながらにして複数の書物を並行して閲覧することができるとされた。イタリアの軍事技師アゴスティーノ・ラメッリが設計し、自身の著書で紹介したもので、のちに実際に作られてもいる。この器具が作られた背景には、活版印刷による書物の増大、ならびにこれらの書物がいまだに非常に大きくかつ重く、扱いに不便が生じていたということがあった。

## 設計

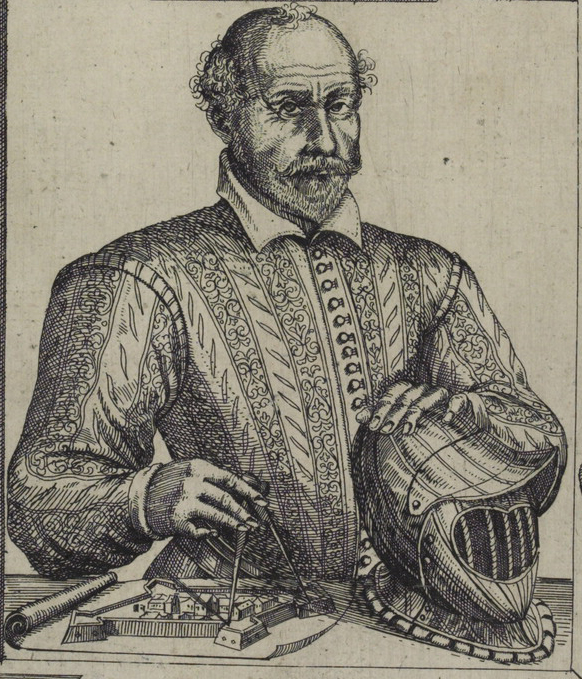
アゴスティーノ・ラメッリ、1588年

アゴスティーノ・ラメッリの回転式書見台は、1588年に出版された彼の著書『種々の精巧な機械』(Le diverse et artificiose machine del Capitano Agostino Ramelli) において紹介されている。これは当時「機械図録」と呼ばれていた絵入りの印刷本に属する書物で、彼自身の設計による製粉機や起重機といった様々な種類の器具195種を、それぞれに6インチ×9インチの版画を付して解説したものである。
ラメッリの著書によれば、この装置の高さは7、8フィート（2メートル強）で、12冊の本を設置できる。使用者はその前に座り、両手で車を持って回すことで開いたままの本を上下に送るようになっていた。本がひっくり返って落ちないように、ラメッリは当時天文時計にしか使用例のなかった遊星歯車機構を採用し、これによって回転時に開いた本が常に同じ角度を保てるようにした 。もっとも後世の観覧車のゴンドラのように、重力を利用すれば同じ目的を達成することができたであろうことを考えると、これは不必要に凝った仕掛けであったが、結果としてラメッリの数学的才能を十分に証明することになった。この書見台は実際に製作されたものの、ラメッリ自身は設計を行ったのみで製作には携わっていない。
ラメッリは自身の回転式書見台についてこう自賛している。「美的かつ精巧であり、学ぶことに喜びを感じる者ならば誰にとっても有益で便利な機械である。とりわけ、その者が痛風に悩んでいるような場合には。なぜならこの器具を使えば、場所を動くことなしに何冊もの本を参照することができるからだ。」 しかしながら現代のアメリカ合衆国の技術者ヘンリー・ペトロスキーは、美的であることはさておき有用性については議論の余地があると論じている。ラメッリの著書の挿絵を見る限り、この書見台には書きものやその他の学術的な作業を行うためのスペースが欠けており、気晴らしに本を読むような場合であればともかく、学者が執筆のためにするような読書には適していないというのである。
回転式書見台の設計は一般にラメッリに帰せられているが、こうした機械を最初に発明したのが彼であるということには疑問をさしはさむ歴史家もいる。中国科学技術史家のジョゼフ・ニーダムは、ラメッリの書見台のように垂直方向に動くわけではないものの、ラメッリより1000年も前に回転機構を持つ書棚が中国で作られていると述べている。ニーダムはこれについて、回転方向の違いは工学的伝統の特徴あるいは好みによるものにすぎないとし、さらに回転の方向に宗教的象徴性の要素が込められている可能性についても言及しているが、前述のペトロスキーはいずれの意見も疑問の余地があると注釈している。

## 意義と影響
回転式書見台は、点数が増大しつつあった印刷本（16世紀の当時は大きく、重い本ばかりであった）の管理の問題に対処するための早期の試みであった。最初期の情報検索装置のひとつであるともいわれており、またハイパーテキストや電子書籍リーダーといった、多数の情報を相互参照するシステムの先駆的な例であるとも考えられている。
フランス人技師ニコラ・グロリエ・ド・セルヴィエールなど、のちに後世の複数の技師がラメッリの設計をもとに回転式書見台のヴァリエーションを考案している。現代の文化においては、リチャード・レスター監督の1974年の映画『三銃士』にその実像が描かれたほか、ダニエル・リベスキンドのようなアーティストらによって再現の試みがなされている。